# ルーシ県

ルーシ県
Руське воєводство（ウクライナ語）
Województwo ruskie（ポーランド語）
Palatinatus Russiae（ラテン語）

  ポーランド・リトアニア共和国におけるルーシ県（1635年）。

ルーシ県（ウクライナ語: Руське воєводство, ポーランド語: Województwo ruskie, ラテン語: Palatinatus Russiae）は、1434年から1791年にかけて存在したポーランド王国の地方行政単位である。ポーランド・リトアニア共和国の県（ヴォイェヴォツトフォ）の一つ。小ポーランド州に属す。リヴィウを中心としたハルィチ地方とポジーリャ地方の西部を含んでいた。ルテニア県とも。

## 概要
1349年にルーシ系の国の一つ、ハールィチ・ヴォルィーニ王国（ルーシ王国）のボレスワフ・ユーリー2世王がなくなると、その王国の継承をめぐって隣国のリトアニア大公国とポーランド王国はハールィチ・ヴォルィーニ戦争を開始した。その結果、リトアニアは北のヴォルィーニ地方を、ポーランドは南のハールィチ地方を手に入れた。1434年にポーランド国王ヴワディスワフ2世はハールィチ地方にルーシ県を設し、自らがルーシの君主であると主張した。ハールィチ地方で最大の都市リヴィウは県庁と県知事（ヴォイェヴォダ）の所在地となり、県裁判はスドーヴァ・ヴィーシュニャに置かれた。
ルーシ県の人口の過半数はルーシ人であった。彼らは農村部を中心に暮らしていたが、都市や町などでポーランド人、ユダヤ人、アルメニア人、ドイツ人などの民族と共に住んでいた。1677年の時点で、ルーシ県内には3000以上の村と100以上の町が存在した。
1772年にポーランド・リトアニア共和国の分割に伴い、ルーシ県はオーストリア帝国に併合された。県域はガリツィア・ロドメリア王国に再編成された。ホルム郡はロシア帝国の領土となった。
現在、旧ルーシ県域はウクライナのリヴィウ州、テルノーピリ州、イヴァノ＝フランキウシク州、ベラルーシのブレスト州、ポーランドのポトカルパチェ県に当たる。

## 行政区分
タンネンベルクの戦い (1410年)における諸州の騎士の軍旗。

リヴィウ州
ハールィチ州
プシェムィシル州
ホルム州

- 県庁：リヴィウ
- 県裁判：スドーヴァ・ヴィシュニャ

| - サノク州。 - 中央都市はサノク。 - サノク郡。 - ハールィチ州。 - 中央都市はハールィチ。 - ハールィチ郡 - コロムィーヤ郡 - テレボーウリャ郡 | - プシェムィシル州。 - 中央都市はプシェムィシル。 - プシェムィシル郡 - サンビル郡 - ドロホーブィチ郡 - ストルィーイ郡 | - ホルム州。 - 中央都市はホルム。 - ホルム郡 - クラスノスタウ郡 - ラトノ郡 - リヴィウ州。 - 中央都市はリヴィウ。 - リヴィウ郡。 - ジダーチウ郡 |

## 関連記事
- キエフ県